# 스미르나
스미르나(그리스어: Σμύρνη)는 현재의 튀르키예의 이즈미르로, 아나톨리아의 아이올리스 지역의 에게해 연안의 전략적인 요충지에 이오니아인들에 의해 창건되었다. 항구 조건의 이점과 방어가 용이하고 내륙과의 연결이 좋아 스미르나는 고전시대 이전에 중요한 위치가 되었다.
그 원래 위치는 스미르나만의 끝의 북동 구석에 위치하였고 구 스미르나이라 불렸다. 알렉산더 대왕 시대에 도시는 파고스산의 기슭(현재의 카디페칼레)으로 이동하였다.
영역은 기원전 세 번째 천년 초기부터 거주되었다.
기원전 첫 천년의 시작 무렵의 그리스 식민지가 들어서기 전에 그곳은 렐레게스라 불렸다.
그곳은 이오니아 도시 국가의 중심으로 에게 해변과 섬들에 영향력이 있었다.

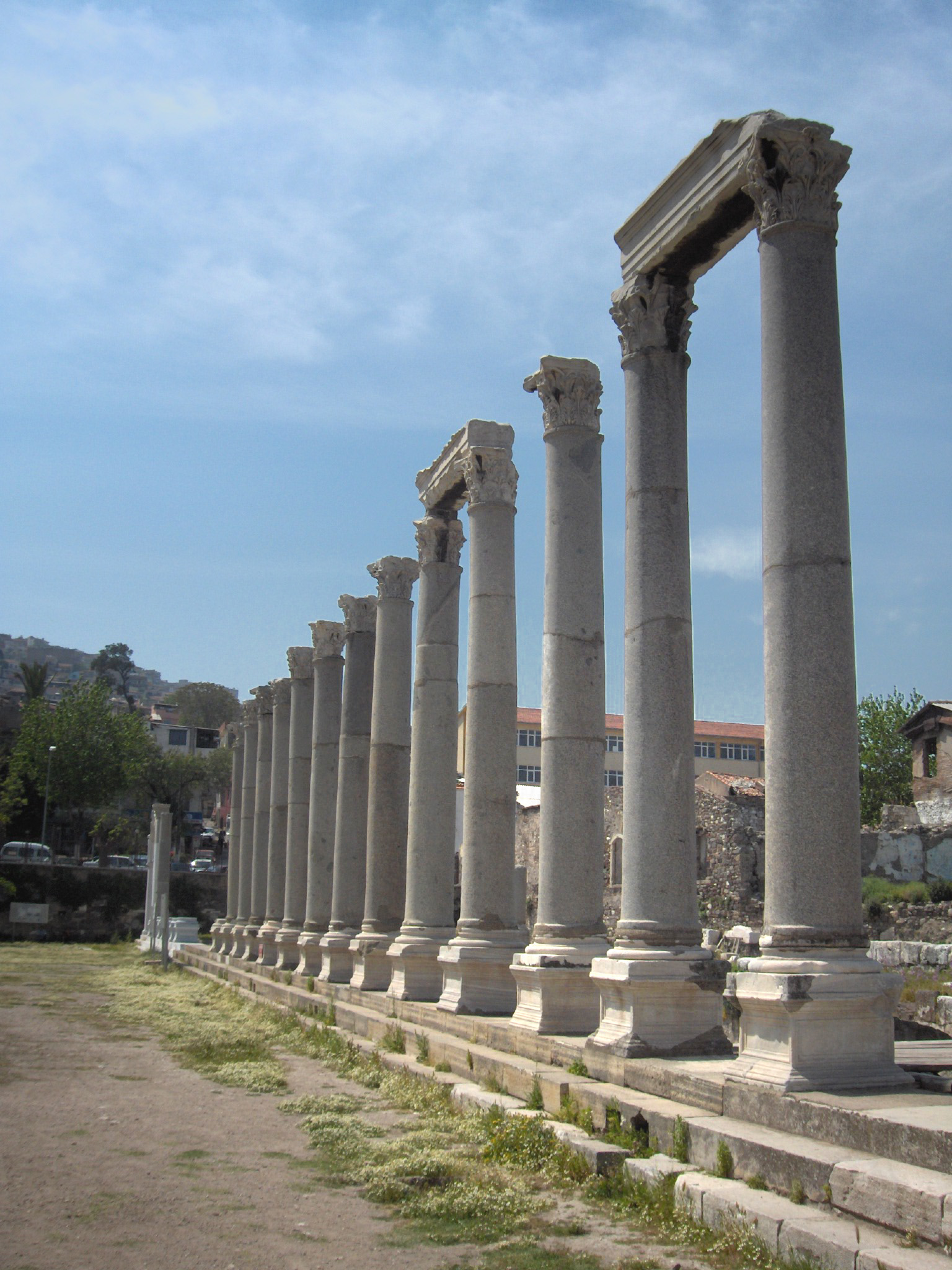
스미르나 공회장
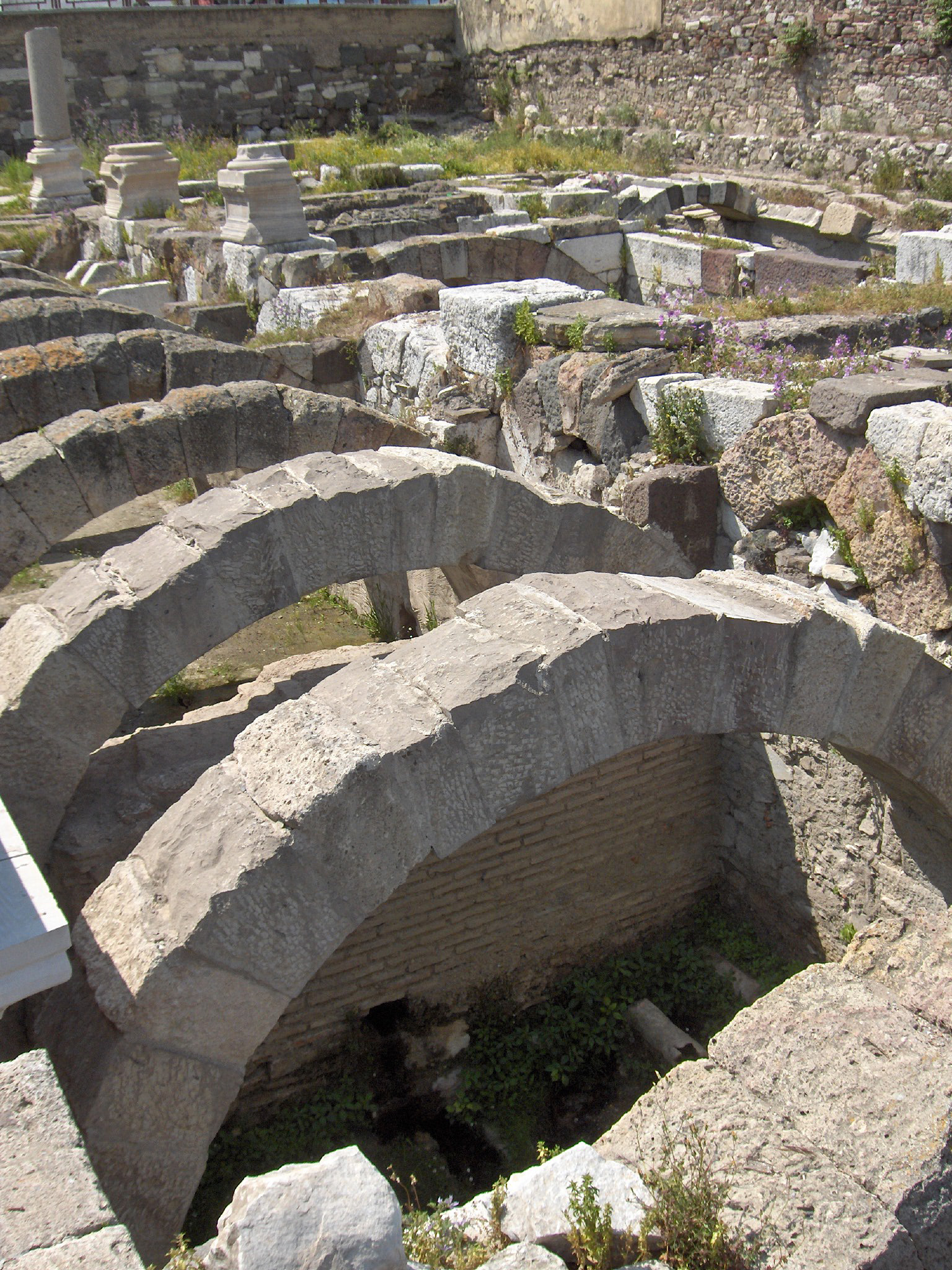
스미르나 공회장

## 같이 보기
- 스미르나 무화과
- 스미르나 미트볼